# Bernhard Jope
Pour les articles homonymes, voir Jope.
Bernhard Jope (né le 10 mai 1914 et mort le 31 juillet 1995) est un Oberstleutnant et pilote de bombardier de la Luftwaffe pendant la Seconde Guerre mondiale.

## Biographie
En appui aérien pour la Kriegsmarine, Jope a volé sur un Focke-Wulf Fw 200 Condor pour des missions à travers la mer du Nord et l'océan Atlantique. Le 26 octobre 1940, il a repéré le transport de troupes Empress of Britain et l'endommage gravement par deux de ses bombes de 250 kg. L'Empress of Britain a ensuite été coulé par le Unterseeboot 32 (U-32), commandé par Hans Jenisch, le 28 octobre 1940.
Pendant son séjour au Kampfgeschwader 100 (KG 100), Jope dirige une attaque le 9 septembre 1943 sur la flotte de guerre italienne qui est en train de quitter La Spezia, en route vers Malte, pour se rendre aux Alliés. Jope dirige une formation de onze Dornier Do 217 armés de bombes planante guidée par radio Fx 1400 Fritz X et frappe à deux reprises le cuirassé italien  Roma de 45 000 tonnes qui finit par couler. L'Italia, son sister ship est quant à lui, frappé par un seul Fritz, mais réussit à se rendre à Malte. Dans une action ultérieure, Jope et le KG 100 ont connu un autre succès avec le Fritz sur le cuirassé britannique Warspite et le croiseur Uganda, ainsi que le croiseur américain Savannah.

## Distinctions
- Croix d'Espagne en Bronze avec glaives
- Croix de fer (1939) 2e (1939) et 1re classe (1940)
- Croix allemande en or le 5 février 1942
- Agrafe des vols au front en or
- Croix de chevalier de la croix de fer avec feuilles de chêne :
  - Croix de chevalier le 30 décembre 1940 en tant que Oberleutnant et pilote de la 2./KG 40[1]
  - 431e feuilles de chêne le 24 mars 1944 en tant que Major et Geschwaderkommodore du KG 100[1]
- Mentionné dans le Wehrmachtbericht le 29 octobre 1940